# BioBlitz
Ein BioBlitz ist eine Aktion im Rahmen des Naturschutzes, bei der in einer bestimmten Region in einem bestimmten Zeitraum so viele Arten wie möglich bestimmt werden sollen. Üblicherweise machen die Teilnehmer mit ihren Smartphones Fotos von Lebewesen und laden diese über eine App auf einen Server hoch. Die Bestimmung der fotografierten Arten erfolgte ursprünglich durch Begutachtung durch Fachleute, heute zunehmend mittels künstlicher Intelligenz.
Die gewonnenen Daten der BioBlitze werden für wissenschaftliche Zwecke bei der Naturschutzarbeit verwendet. BioBlitze sind eine Form der Citizen Science.

## Geschichte
Der Begriff BioBlitz wurde von Susan Rudy geprägt, einer Mitarbeiterin des US National Park Service. Sie war 1996 an der Organisation einer 24-Stunden-Veranstaltung in der Umgebung von Washington beteiligt. Damals erfolgte die Bestimmung der Arten durch eine Vielzahl von teilnehmenden Spezialisten. Dieses neue Format war sehr erfolgreich und hat sich im Naturschutz etabliert. Im Verlauf erweiterte sich der ursprüngliche Begriff auf größere Zeiträume und die Teilnahme von Amateuren.

## Ergebnisse von BioBlitz-Aktionen
BioBlitz-Aktionen helfen, die Intensität der Dokumentation von Arten zu erhöhen. Sie tragen auch dazu bei, das Interesse der Bevölkerung an der Naturschutzarbeit zu wecken oder zu vermehren. BioBlitze können dazu beitragen, Mitglieder für Naturschutzorganisationen zu gewinnen.

## Durchführung
Für die Durchführung einer BioBlitz-Veranstaltung benötigen die Teilnehmer auf ihrem Smartphone alle die gleiche Identification-App. Dies sind Programme zur Bestimmung biologischer Arten. Am meisten verwendet werden iNaturalist und ObsIdentify. Der Veranstalter eröffnet auf der entsprechenden Plattform ein Konto und meldet den BioBlitz an. Der BioBlitz ist heute ein unterhaltsamer, spielerischer Event mit Wettbewerbscharakter für alle.